# Olenivka (Zaharivka), Rozdilna
Olenivka (în ucraineană Оленівка) este un sat în comuna Zaharivka din raionul Rozdilna, regiunea Odesa, Ucraina.

## Demografie
Componența lingvistică a localității Olenivka
     Ucraineană (88,56%)
     Română (7,55%)
     Rusă (3,2%)
     Alte limbi (0,46%)
Conform recensământului din 2001, majoritatea populației localității Olenivka era vorbitoare de ucraineană (88,56%), existând în minoritate și vorbitori de română (7,55%) și rusă (3,2%).